# IPad mini (第三代)
iPad mini 3是蘋果公司設計、開發及銷售的平板電腦，配備有7.9吋和Touch ID指纹识别功能，2014年10月16日於美国加州舊金山發佈，並於同年11月15日發售。

## 軟件
iPad mini 3默认的系統為iOS 8.1 。其默认预装的软件分别有相機、照片、訊息、FaceTime、郵件、音樂、Safari、地圖、Siri、日曆、Photo Booth、iTunes Store、App Store、備忘錄、聯繫人、iBooks、Game Center、提醒事項、時鐘、視頻、報刊雜誌和播客。
目前用戶可在App Store上於免費方式下載的蘋果公司所提供的應用程序分別有：iMovie、GarageBand、iTunes U、尋找iPhone（Find My iPhone）、尋找朋友（Find My Friends）、Apple Store、Trailers、Remote以及iWork辦公套件：Pages，Keynote和Numbers。
與所有的iOS設備相同，iPad Mini 3也可以使用iTunes與Mac和PC進行同步。雖然iPad不支援通過行動網絡進行撥打或接聽電話。但用戶可以使用耳機、外置揚聲器或麥克風並透過Wi-Fi或其他通話軟體，如：Skype等其他應用程式。
iOS 8 系統內部預裝了Facebook和Twitter 小程式。這些小程式可以同步Facebook和Twitter中的日曆、提醒事項、聯繫人等）。

## 硬件
iPad mini 3的硬件配置与iPad mini 2基本相同，採用7.9吋（LED背光），解析度为2048×1536，配置500萬像素後置iSight鏡頭，120 萬像素前置 FaceTime HD鏡頭。處理器採用與iPhone 5s相同的64位元Apple A7處理器和M7動態協同處理器，配備1GB RAM。此外，i採用MIMO技術，提高了Wi-Fi數據傳輸速度。
较iPad mini 2主要差異是Home键增加了指纹扫描功能，支持Touch ID。並加入金色配色。
iPad Mini 3 的Touch ID不僅可用與解鎖設備或加密設備，也可以用於Apple Pay。

## 顏色
顏色包括：
| 顏色 | 名稱   | 英語       | 備註       |
| ---- | ------ | ---------- | ---------- |
|      | 太空灰 | Space Gray | 正面為黑色 |
|      | 銀色   | Silver     | 正面為白色 |
|      | 金色   | Gold       | 正面為白色 |

## 生產
iPad mini 3於2014年10月22日發佈，在不足一年的2015年9月9日停產，被新推出的iPad mini 4取代。

## 评价
iPad Mini 3獲得了比其前身iPad Mini  2更好的讚譽，虽然它與其前身iPad Mini 2 的外形相比稍厚，但添加金色版本。

## iPad 系列产品时间表
|  |

## 繼任
| 前任： iPad mini 2 iPad mini (第一代) | iPad mini 3 2014年11月起 | 繼任： iPad mini 4 |